# Jardín Botánico de Noshahr
El Jardín Botánico de Noshahr es un arboreto y jardín botánico de 30 hectáreas de extensión, que se encuentra en Noshahr, en la zona del mar Caspio en la provincia de Mazandarán, Irán.

## Localización
Se encuentra en las afueras de Noshahr, en la provincia de clima subtropical del mar Caspio de Mazandarán, en el norte de Irán.
Este jardín botánico junto con los jardines botánicos y arboretos repartidos por todo el país:
- Jardín Botánico de Dezful
- Jardín Botánico de Tabriz
- Jardín Botánico de Mashhad
- Colección de Plantas del Desierto de Yazd
- Colección de Plantas del Desierto de Kashan
- Colección de Plantas Medicinales de Hamadán,

dependen administrativamente del Jardín Botánico Nacional de Irán en Teherán

## Historia
Este jardín botánico fue creado en 1954 con el nombre de « Estación Agrícola de Noshahr » y con especies nativas y exóticas  de árboles que fueron recogidos y plantados en 73 parcelas separadas. 
El enfoque principal del jardín era el de los estudios ecológicos, tales como el estudio del proceso de la adaptación de las plantas. 
Este jardín incluye colecciones simples y hermosas, con cenador  y agua vista que son elementos simbólicos de los jardines iraníes. 
El jardín fue reacondicionado más adelante, incrementando sus existencias con más colecciones, siendo considerado como jardín botánico.

## Colecciones
Las plantas que alberga este jardín botánico son de especies de diferentes partes del mundo, para las investigaciones que realizan. 
Es de destacar la presencia de una colección de plantas únicas y endémicas en este arboreto que la ha hecho popular en el país y es visitada por muchos investigadores y estudiantes cada año. Esta colección es muy importante para la presencia y la diversidad de las especies de plantas. 
Los objetivos iniciales para establecer esta colección, tal como las objetivos de otros jardines botánicos en el mundo son la investigación y el entrenamiento en los campos de la biología y la botánica. La preservación de especies nativas, la importación de especies exóticas, y el establecimiento de varias colección de  plantas ornamentales son las metas de este jardín. 
Este jardín incluye diversas secciones, tales como:
- Arbustos ornamentales,
- Plantas fragantes,
- Coníferas,
- Plantas con bulbo,
- Plantas tropicales,
- Plantas medicinales,
- Tundra,
- Jardín sistemático,
- Roca
- Arboreto
- Herbario con 14000 especímenes de 120 familias y unas 1400 especies de la provincia de Mazandrán

Entre sus especies son de destacar, Taxodium distichum, Liriodendron tulipifera, Quercus suber, Maclura pumifera, Brossonetia papyrifera, Liquidambar orientalis, Ginkgo biloba, Aleorites fordii, Araucaria araucana, Picea pungence, Chamaecyparis nootkatensis,
En este jardín botánico se handescrito dos nuevas especies de plantas de la familia Rosaceae : Spiraea sheikhii Zare, y Sorbus tiliaefolia zare & Amini&Azadi. 

## Propósitos
El objetivo principal de establecer este jardín botánico en la provincia de Mazandrán es la creación y aclimatación de diversas colecciones de plantas, lo que le convierte en un lugar fundamental para la investigación básica sobre estudios de botánica, teniendo también gran uso en aspectos de entrenamiento.
Además conducen investigaciones tendentes a preservar de la erosión genética a diversas especies de plantas tropicales y semitropicales, tanto nativas como extranjeras, preservando las especies en peligro y creando un banco de semillas para abastecimiento compatibles con las condiciones ambientales del país. 
Creación de un banco de germoplasma, con la identificación y selección de las especies que tienen valores económicos, comerciales, o medicinales. 
Intercambios de semillas y experiencias con los institutos iraníes y extranjeros, informando de nuevas especies y métodos de propagación y de preservación. 
Hacer del lugar una zona atráctiva para interesar como zona de lúdica a la población local y al turismo.